# Bibliothèque nationale (Pologne)
La bibliothèque nationale (en polonais : Biblioteka Narodowa, API [ˌbʲiblʲjɔˈtɛka narɔˈdɔva]), est la bibliothèque centrale de la Pologne, situé à  Varsovie, sous autorité du Ministère de la Culture et du Patrimoine national.
Bibliothèque Nationale de Pologne a pour mission de recueillir toutes les livres, les périodiques, les publications électroniques et audiovisuelles publiées sur le territoire polonais et polonica publiés à l'étranger. Elle est la plus importante bibliothèque de recherche en domaine de lettres et sciences humaines, l'archive principale de patrimoine culturel polonais, le centre national d'information bibliographique des livres, le centre de recherche et aussi le centre méthodologique pour les bibliothèques polonaises. L'activité éditoriale constitue une des tâches fondamentales de la Bibliothèque Nationale. Elle publie les livres et les revues scientifiques : "Polish Libraries", "Rocznik Biblioteki Narodowej" et "Notes Konserwatorski".
La Bibliothèque Nationale conserve le dépôt légal pour tous les livres publiés en Pologne.

## Histoire
La Bibliothèque Nationale tire son origine de la Bibliothèque des Załuski, fondée en 1744 par les frères Józef Andrzej Załuski et Andrzej Stanisławi Załuski, la première bibliothèque publique de Pologne et, en même temps, l'une des premières du monde qui a essayé de remplir les fonctions d'une bibliothèque nationale.
Après la mort de Józef Załuski (1774), la Bibliothèque est pris en charge par l'État qui lui a décerné en même temps le nom de Bibliothèque de Pologne, dite des Załuski. En 1780, le parlement a octroyé à la Bibliothèque des Załuski le droit au dépôt légal d'un exemplaire de tout ouvrage imprimé dans la République de Pologne.
Après la chute de l'insurrection de Kościuszko, la Bibliothèque des Załuski est transférée en tant que trophée de guerre à Saint-Pétersbourg, où elle est intégrée à la Bibliothèque Impériale (39 400 volumes dont 11 000 manuscrits et 24 500 estampes et gravures). Pour cette raison, lorsque la Pologne a retrouvé son indépendance en 1918, il n'y a pas d'institution centrale capable d'assurer des fonctionnalités d'une bibliothèque nationale. La Bibliothèque Nationale est créée le 24 février 1928 par un décret du président de la République de Pologne Ignacy Mościcki.
La Bibliothèque Nationale est ouverte en 1930, avec initialement 200 000 volumes. Promoteur, organiseur et premier directeur de la Bibliothèque Nationale (à partir 1934), Stefan Demby est retraité en 1937 et il est remplacé par Stefan Vrtel-Wierczyński. Durant ce temps, la Bibliothèque Nationale n'avait pas de siège, et pour cette raison, les collections étaient remises en plusieurs endroits. La salle de lecture principale est située dans le bâtiment de bibliothèque de l'École des hautes études commerciales de Varsovie. En 1935, le palais Potocki à Varsovie est devenu le siège des collections spéciales. En 1937, on a créé le Comité  de Construction de la Bibliothèque Nationale. Le nouveau bâtiment était prévu dans le parc Pole Mokotowskie. Sa construction est empêchée par le déclenchement de la Seconde Guerre mondiale.
Les collections de la bibliothèque s'élargissaient rapidement. En 1932, le président Mościcki a fait don de tous les livres et manuscrits de musée du palais Wilanów à la Bibliothèque Nationale. Ce fonds comptait 40 000 volumes et 20 000 photos de la collection de Stanisław Kostka Potocki.
En 1938, les fonds de la Bibliothèque Nationale comptent 6,5 millions d'unités, dont  3 000 imprimés anciens et incunables, 52 000 manuscrits et collection cartographique, iconographique et musicale.
En 1940, les autorités occupantes créent une institution postiche sous le nom Staatsbibliothek Warschau, divisée en trois départements:
- bibliothèque scientifique pour les Allemands (créée sur la base de la Bibliothèque Universitaire
- dépôt des imprimés polonais, en principe fermé, privé de tout moyen d'accroissement (créé à la base de la Bibliothèque Nationale)
- Collections spéciales (imprimés anciens, manuscrits, ouvrages de musique, estampes, dessins, fonds cartographiques) provenant de diverses bibliothèques et rassemblées dans le bâtiment de la Bibliothèque du Majorat des Kraiński.

En octobre 1944, après la chute de l'insurrection de Varsovie les détachements spéciaux de Brandkommando, violant la convention de capitulation conclue avec les insurgés, mettent feu au  bâtiment de la  Bibliothèque du Majorat des Krasiński. Cet acte criminel a fait perdre à la Bibliothèque nationale la quasi-totalité de ses 80 000 imprimés anciens, 26 000 manuscrits, incunables, 100 000 dessins et estampes, collections musicales et cartographiques.
On estime que sur plus de 6 millions de volumes dans les principales bibliothèques de Varsovie en 1939, 3,6 millions de volumes ont été perdus pendant la Seconde Guerre mondiale, dont une grande partie appartenait à la Bibliothèque nationale.
Au lendemain de la libération, en 1945 la Bibliothèque Nationale reprend son activité.
Après la guerre, la Bibliothèque retrouve ses précieuses collections emportées en Allemagne et Autriche. En 1959, Le Psautier de saint Florian, Kazania świętokrzyskie et les manuscrits de Frédéric Chopin, évacués du pays après le déclenchement de la Seconde Guerre mondiale, ont été rendus à la Pologne par le gouvernement canadien.
Les premières fondations du futur site de la  Bibliothèque Nationale sont creusées en avril 1977,  sur le Pole Mokotowskie. La construction d’un bâtiment conforme aux besoins fonctionnels d’une bibliothèque nationale a été terminée en 1991.

## Fonds
Les fonds de Bibliothèque Nationale sont considérés comme les plus importants du pays. En 2016 Bibliothèque Nationale possédait 9,5 millions de documents : plus de 162 000 livres imprimés avant 1801, 26 000 manuscrits (dont 7 000 manuscrits musicaux), plus de 120 000 imprimés de musique et 485 000 estampes.
La collection comprend aussi les photographies et autres documents iconographiques, 130 000 atlas géographiques et cartes, plus de 2 000 000 documents éphémères, plus de 2 millions livres et plus de 1 million périodiques de XIXe et XXIe siècle.
La Bibliothèque Nationale abrite 151 cartes de Codex Suprasliensis, un monument cyrillique et littéraire qui est le plus épais manuscrit de canon des églises orthodoxes des Slaves, datant du Xe siècle, inscrit dans le registre international «Mémoire du monde».
En 2012, la Bibliothèque a signé un contrat de transmettre 1,3 million des notices bibliographiques à la base de données WorldCat.
En 2018, elle met en commun une partie de ses fonds numérisés pour créer en partenariat avec la Bibliothèque nationale de France et d'autres institutions culturelles une bibliothèque numérique témoignant des liens historiques entre la Pologne et la France. 